# Rudy Dirksen
Rudy Dirksen (Aruba, 12 september 1960) is een voormalig Nederlands honkballer en softballer en momenteel werkzaam als honkbalcoach.
Dirksen leerde honkballen in Aruba en emigreerde naar Nederland. Hier kwam hij als honkballer uit in de Nederlandse Hoofdklasse voor OVVO uit Amsterdam. Hierna vervolgde hij zijn sportloopbaan als softballer  en ging in 1988 op het hoogste niveau spelen. Hij behaalde viermaal het Nederlands kampioenschap. Tweemaal met de Hilversum Hurricanes en tweemaal met de Antillian Stars. Met de Hurricanes won hij in 1990 de Europa Cup en in de jaren erna een bronzen en zilveren medaille.
Na zijn actieve periode als sporter was Dirksen tussen 1998 en 2006 als jeugdcoach honkbal actief bij de Hilversum Hurricanes. In 2007 en 2008 werd hij de coach van het eerste juniorenteam van UVV. In 2009 en 2010 was hij als coach en trainer betrokken bij het eerste herenhonkbalteam van UVV dat in 2010 promoveerde naar de hoofdklasse. In 2011 coachte hij het Rookieteam van HCAW te Bussum als opvolger van Ralph Milliard. In 2012 werd hij aangesteld als hoofdcoach van de hoofdmacht van HCAW die hij in het seizoen 2012 naar de vijfde plaats bracht met als assistent Hubert Bomba. In dat seizoen werd hij voor twee wedstrijden geschorst door de bond. Op 9 september 2012 werd hij door HCAW ontslagen.. Eind 2014 keerde hij terug bij UVV waar hij herenigd werd met Bomba die daar de hoofdcoach was van het eerste damessoftbalteam dat in de hoofdklasse uitkomt. In 2014 en 2015 was hij de assistentcoach.. In het seizoen 2016 volgde hij Bomba op als hoofdcoach bij UVV. Dirksen is de vader van de honkballer Kevin Dirksen. In 2017 werd hij derde honkcoach voor het eerste honkbalteam van HCAW.